# BM-14
BM-14 – radziecka wyrzutnia pocisków rakietowych pierwotnie na podwoziu ZiS-151, ZiŁ-157 i ZiŁ-131, pochodząca z lat 50 (ujawniona w 1954 roku). BM-14 miała szesnaście rurowych wyrzutni o długości 110 centymetrów.

## Amunicja
System BM-14 korzysta z amunicji kalibru 140 mm, o zasięgu od 3,8 - 9,8 km.
Rodzaje amunicji:
- M-14OF – głowica odłamkowo-burząca[2]
- M-14D – głowica zapalająca (biały fosfor)[1]
- M-14S – głowica chemiczna (sarin)[1]

## Użytkownicy
Wersja BM-14-16:
- ZSRR
- Algieria
- Afganistan
- Angola
- Bułgaria
- Chiny
- Czechosłowacja
- Egipt
- Indonezja
- Jemen
- Kambodża
- Korea Północna
- Kongo
- Kuba
- Mongolia
- NRD
- Polska
- Rumunia
- Somalia
- Syria
- Węgry
- Wietnam